# Korjaki
Korjaki (Russisch: Коряки) of Tsentralnye Korjaki (Центральные Коряки; "Centraal-Korjaki") is een plaats (selo) in het gemeentelijke district Jelizovski van de Russische kraj Kamtsjatka. De plaats ligt aan de weg R-474 van Jelizovo naar de hoofdweg van Kamtsjatka, op 17 kilometer ten noordwesten van Jelizovo, aan de instroom van de rivier de Korjakskaja (vroeger Koonam genoemd) in de Avatsja. In de plaats wonen 2952 mensen (2007).
De plaats bestond mogelijk reeds aan het begin van de 18e eeuw en werd toen bewoond door Korjaken, zo wordt vaak afgeleid uit het boek over Kamtsjatka van Stepan Krasjeninnikov, hoewel het niet zeker is of Krasjeninnikov in zijn tekst het wel had over de huidige locatie of dat hij de Korjakenplaats iets verderop plaatste. De naam Korjaki werd pas veel later gegeven. Karl von Ditmar schreef in 1855 dat er 8 huizen stonden, waarin 29 mensen woonden en dat er 29 stuks vee en 6 paarden waren. In 1906 woonden er ongeveer 70 mensen. In 1931 werd er een kolchoz opgezet. In de jaren 70 vonden er veel bouwactiviteiten plaats en werden nieuwe wegen aangelegd en een school geopend (1975). In 1977 woonden er 1743 mensen, hetgeen twee jaar later was gestegen tot 2180.
Het dorp is vooral gericht op de landbouw. Er bevinden zich een middelbare school, twee huizen van cultuur, 2 sporthallen, een ambulancepost en twee feldsjerposten.
De vulkaan Korjakskaja Sopka is vernoemd naar het dorp.
In het district liggen ook de plaatsen:
- Severnye Korjaki (noordelijk Korjaki) - oude naam Novye Korjaki (Nieuw-Korjaki)
- Joezjnye Korjaki (zuidelijk Korjaki) - oude naam Starye Korjaki (Oud-Korjaki)

Bestuurlijk centrum: Jelizovo

Bereznjaki · Dalni · Dvoeretsje · Ganaly · Joezjnye Korjaki · Ketkino · Korjaki · Krasny · Kroetoberegovy · Lesnoj · Malka · Nagorny · Natsjiki · Nikolajevka · Novy · Paratoenka · Pinatsjevo · Pionerski · Razdolny · Severnye Korjaki · Sokotsj · Sosnovka · Svetly · Termalny · Voelkanny · Zeleny